# 江振瑋
江振瑋，臺灣經濟學家、中華民國政府官員。畢業於東吳大學經濟學碩士、逢甲大學經濟學博士。曾任臺中市政府經濟發展局專門委員、國家智慧機械推動辦公室副主任、嘉義縣政府經濟發展處長、亞洲無人機AI創新應用研發中心創辦人暨中心主任、中華民國國際經濟合作協會副秘書長等職務，現任外交部非政府組織國際事務會執行長。

## 職業生涯
江振瑋在嘉義縣政府擔任經濟發展處長期間，爭取設立南部科學園區嘉義園區、籌設亞洲無人機AI創新應用研發中心、爭取國家中山科學研究院合作設立民雄航太園區、開發馬稠後產業園區，以及引進華泰名品城OUTLETS進駐高鐵特區，促進嘉義地方發展。

## 外部連結
- . Apple Podcasts. 2022年10月31日.
- . Apple Podcasts. 2022年11月3日  [2025年3月25日]. （原始内容存档于2025年6月6日）.
- 江振瑋; 徐培真. . MA 工具機與零組件雜誌. 2024年5月14日  [2025年3月25日]. （原始内容存档于2025年6月12日）.